# Villefranche-de-Lauragais
Villefranche-de-Lauragais (en occitano: Vilafranca de Lauragués) es una localidad y comuna francesa situada en el departamento de Alto Garona y la región de Mediodía-Pirineos, en el Lauragais.
La localidad es una antigua bastida medieval.

## Demografía
| 2522 | 2771 | 2948 | 3127 | 3316 | 3338 |
| Para los censos de 1962 a 1999 la población legal corresponde a la población sin duplicidades (Fuente: INSEE [Consultar]) |      |      |      |      |      |

## Historia
La villa fue fundada por Alfonso de Poitiers, conde de Toulouse en el siglo XIII. Desde estos tiempos remotos, el desarrollo económico industrial y artesanal ha sido muy importante, sobre todo el derivado de la tintura y su cultivo.

## Lugares de interés
- Iglesia gótica construida en 1271 por Alfonso de Poitiers, con ladrillos rojos y dos campanarios.
- El Mercado central y las antiguas casas con entramados de madera en las inmediaciones.
- Molino de agua de Barelles
- Molino de viento de Bourrel
- El Canal du Midi

## Personalidades relacionadas con la comuna
- Pierre Izard, político
- Jane Berbié, mezzosoprano